# Lamiopsis tephrodes
Lamiopsis tephrodes  (лат.) — вид акул рода Lamiopsis семейства Carcharhinidae. Ранее считался синонимом широкопёрой акулы, однако в 2010 году был поднят до ранга вида Это редкий вид, обитающий в Индо-Тихоокеанской области. Встречается у берегов Борнео, Малайзии, Таиланда и Индонезии. Максимальная зарегистрированная длина 128 см. Живородящий вид акул. Вероятно, питается небольшими костистыми рыбами и беспозвоночными. Не представляет опасности для человека.

## Описание
От широкопёрых акул Lamiopsis tephrodes отличаются следующими параметрами: удлинённое рыло; спинные плавники одинаковой высоты; когда рот закрыт, губы почти полностью закрывают зубы, за исключением расположенных на симфизе; передние нижние зубы узкие и торчащие. Во рту имеются 33—40 верхних и 34—40 нижних зубных рядов. Расстояние между спинными плавниками составляет 16,2—20,4 % от общей длины. Передние края грудных плавников слегка изогнуты. Их длина составляет 12,4—14,4 общей длины. Длина переднего края брюшных плавников составляет 7,4—9,3 % общей длины и 48-53 % длины переднего края грудных плавников. Первый спинной плавник довольно мал, поставлен под наклоном, задняя граница прямая или слегка вогнута. Свободный задний кончик расположен перед основанием брюшных плавников. Длина основания составляет 14,9—17,1 %, а высота плавника равна 5,6—8,1 % общей длины. Второй спинной плавник крупный, по высоте примерно равен первому спинному плавнику, длина основания составляет 11,8—14,3 %, а высота равна 4,8—7,3 % от общей длины и 83—93 % от высоты первого спинного плавника. Высота анального плавника составляет 3,8—5,6 % общей длины и 70—85 % высоты второго спинного плавника, длина основания равна 78—98 % длины основания второго спинного плавника. Общее количество позвонков 174—181, количество позвонков прекаудального отдела 98—100. Граница между тёмной (дорсальной) и светлой (вентральной) окраской головы чёткая. Тёмная окраска снизу не видна, тёмная или светлая окантовка плавников отсутствует.
Международный союз охраны природы еще не оценил статус сохранности данного вида.